# Un lac de larmes et de sang
 (février 2025).
Motif : Aucune source secondaire à cette heure. L'article en italien ne donne que deux bases de données. Aucune trace d'une critique musicale professionnelle.
- Archive Wikiwix
- Bing
- Cairn
- DuckDuckGo
- E. Universalis
- Gallica
- Google
- G. Books
- G. News
- G. Scholar
- Persée
- Qwant
- (zh) Baidu
- (ru) Yandex
- (wd) trouver des œuvres sur Wikidata

| 1. | Préciser le motif de la pose du bandeau. | Précisez le motif de la pose du bandeau en utilisant la syntaxe suivante : {{admissibilité à vérifier\|date=mars 2025\|motif=remplacez ce texte par le motif}}                                   |
| 2. | Informer les utilisateurs concernés.     | Pensez à avertir le créateur de l'article, par exemple, en insérant le code ci-dessous sur sa page de discussion : {{subst:avertissement admissibilité à vérifier\|Un lac de larmes et de sang}} |

Albums de Furia
À la quête du passé
(2001) Re-Birth
(2005)
Un lac de larmes et de sang est le deuxième album du groupe français de death metal Furia.

## Pistes
1. Ferme les yeux
2. Un lac de larmes et de sang
3. Elmira, l'image d'un destin
4. Les Révélations d'un temps passé
5. Auto-psy d'un damné
6. Mécanique de l'infamie
7. Le Jugement d'une conscience
8. Les Deux Mondes…
9. Mental en perdition
10. Mémoires d'outre-tombe
11. Saïlen…
12. … L'Oratoire de la folie
13. La Mort de l'âme

## Membres
- Damien- chant
- Sebastien - guitare lead
- Mickael - guitare rythmique
- Guillaume - Basse
- Mehdi - clavier
- Julien - Batterie